# Chilenische Faustballnationalmannschaft der Frauen
Die chilenische Faustballnationalmannschaft der Frauen ist die von den chilenischen Nationaltrainern getroffene Auswahl chilenischer Faustballspielerinnen. Sie repräsentieren die Federación Chilena de Faustball (FChF) auf internationaler Ebene bei Veranstaltungen der International Fistball Association.

## Internationale Erfolge
Seit der ersten Faustball-Weltmeisterschaft der Frauen nimmt Chile mit einer Nationalmannschaft teil. Größter Erfolg war der vierte Platz im Jahr 2016.

### Weltmeisterschaften
| - 1994 in Argentinien: 6. Platz (von 8) - 1998 in Österreich: 6. Platz (von 7) - 2002 in Brasilien: 6. Platz (von 7) - 2006 in der Schweiz: 8. Platz (von 9) | - 2010 in Chile: 6. Platz (von 6) - 2014 in Deutschland: 5. Platz (von 10) - 2016 in Brasilien: 4. Platz (von 7) - 2018 in Österreich: nicht teilgenommen |

## Aktueller Kader
Kader bei der Faustball-WM 2016 in Brasilien:
| Nr.            | Name                       | Verein                               |         |         |         |         |         |
| Angriff        | Angriff                    | Angriff                              | Angriff | Angriff | Angriff | Angriff | Angriff |
| -------------- | -------------------------- | ------------------------------------ | ------- | ------- | ------- | ------- | ------- |
| 2              | Carolina Ladron de Guevara | Club Manquehue                       |         |         |         |         |         |
| 4              | Lorenza Valenzuela         | Club Manquehue                       |         |         |         |         |         |
| 5              | Elvira Hoffmann            | Club Manquehue                       |         |         |         |         |         |
| Abwehr/Zuspiel |                            |                                      |         |         |         |         |         |
| 1              | Catalina Narvaez           | Club Gimnastico Aleman de Llanquihue |         |         |         |         |         |
| 3              | Lorena Mödinger            | Club Manquehue                       |         |         |         |         |         |
| 6              | Francisca Gray             | Club Manquehue                       |         |         |         |         |         |
| 7              | Esperanza Piedrabuena      | Club Manquehue                       |         |         |         |         |         |
| 8              | Grecia Rodriguez           | Club Manquehue                       |         |         |         |         |         |
| 9              | Constanza Mödinger         | Club Manquehue                       |         |         |         |         |         |
| 10             | Maria Paz Salas            | Club Manquehue                       |         |         |         |         |         |

### Trainerstab
| Name               | Funktion          |
| ------------------ | ----------------- |
| Saulo Zanlorenzi   | Nationaltrainer   |
| Marcia Coelho      | Co-Trainer        |
| Juan Pablo Rivera  | Physiotherapeut   |
| Christian Wellmann | Delegationsleiter |